# Steinkiste von Søndre Fange
Die Steinkiste von Søndre Fange befindet sich auf einem runden Hügel von etwa 10,0 m Durchmesser und 2,0 m Höhe im Garten eines Bauernhauses in Aremark, in Østfold, in Norwegen.
Es gibt 13 neolithische Steinkisten (norwegisch Hellekister oder Hellegraver) in Norwegen, während sie in Schweden mit über 2000 besonders häufig sind und teilweise von der Trichterbecherkultur (TBK) stammen.

Lage von Aremark

Von der Steinkiste sind beide Langseiten, eine der kurzen Seiten und ein etwa 1,3 m langer, 55 cm breiter und 20 cm dicker Deckstein erhalten. Jede Langseite besteht aus drei etwa 0,55 m hohen Platten. Die Platte der kurzen Seite im Nordosten ist in zwei Teile zerbrochen. Außerhalb der Steinkiste stehen Platten unbekannter Funktion in der Mitte der Längsseite, an der östlichen Ecke und hinter der Nordwestseite. Im Inneren der Steinkiste liegt eine flache Platte.
Die Steinkiste wurde 1921 ausgegraben. Gefunden wurden Stücke zweier Tontöpfe, eine erhaltene Tonschale ein Spinnwirtel aus Stein und eine kleine Ansammlung verbrannter Knochen. Etwas außerhalb der Steinkiste wurden verbrannte Knochen in einer Schüssel und ein paar unverbrannte Knochen zusammen mit kleinen Steinwerkzeugen gefunden. Letztere stammen vermutlich von einer sekundären Bestattung aus der Eisenzeit (um 200 n. Chr.)